# Древнескандинавская религия
1. перенаправление Скандинавская мифология